# Eiskunstlauf-Europameisterschaft 1909
Die 15. Eiskunstlauf-Europameisterschaft fand am 23. und 24. Januar 1909 in Budapest statt.

## Ergebnis

### Herren
| Platz | Sportler         | Land            |
| ----- | ---------------- | --------------- |
| 1     | Ulrich Salchow   | Schweden        |
| 2     | Gilbert Fuchs    | Deutsches Reich |
| 3     | Per Thorén       | Schweden        |
| 4     | Karl Ollo        | Russland        |
| 5     | Alexander Urbary | Ungarn          |

Punktrichter:
- C. Fillunger  Österreich
- Georg Helfrich  Russland
- R. Holletschek  Deutsches Reich
- E. Hörle  Schweden
- E. von Markus  Ungarn
- L. Niedermayer  Deutsches Reich
- Oskar Uhlig  Deutsches Reich

## Quelle
- European figure skating championships 1900–1909. Skatabase, archiviert vom Original am 11. Oktober 2008; abgerufen am 18. Mai 2018 (englisch).